# 恩平郡
恩平郡，中国唐朝时设置的郡。
天宝元年（742年）以恩州改置，治所在齐安县（今广东省恩平市北）。属岭南道。辖境相当今广东省恩平、阳东、阳江、阳西等市县地。乾元元年（758年）复为恩州。